# Mistrzostwa Europy w Kolarstwie Szosowym 2024
Mistrzostwa Europy w Kolarstwie Szosowym 2024 – zawody mające wyłonić najlepszych kolarzy szosowych Europy, które odbyły się w dniach od 11 do 15 września 2024 w prowincji Limburgia w Belgii.

## Medaliści

### Mężczyźni

#### Elita
| Konkurencja                              | Złoto          | Srebro      | Brąz            | Źródło |
| ---------------------------------------- | -------------- | ----------- | --------------- | ------ |
| jazda indywidualna na czas (11 września) | Edoardo Affini | Stefan Küng | Mattia Cattaneo | [ 1 ]  |
| wyścig ze startu wspólnego (15 września) | Tim Merlier    | Olav Kooij  | Madis Mihkels   | [ 2 ]  |

#### U23
| Konkurencja                              | Złoto        | Srebro           | Brąz            | Źródło |
| ---------------------------------------- | ------------ | ---------------- | --------------- | ------ |
| jazda indywidualna na czas (11 września) | Alec Segaert | Jakob Söderqvist | Wessel Mouris   | [ 3 ]  |
| wyścig ze startu wspólnego (13 września) | Huub Artz    | Niklas Behrens   | Léandre Lozouet | [ 4 ]  |

#### Juniorzy
| Konkurencja                              | Złoto              | Srebro         | Brąz         | Źródło |
| ---------------------------------------- | ------------------ | -------------- | ------------ | ------ |
| jazda indywidualna na czas (11 września) | Michiel Mouris     | Jasper Schoofs | Paul Fietzke | [ 5 ]  |
| wyścig ze startu wspólnego (14 września) | Felix Ørn-Kristoff | Héctor Álvarez | Paul Seixas  | [ 6 ]  |

### Kobiety

#### Elita
| Konkurencja                              | Złoto         | Srebro         | Brąz                    | Źródło |
| ---------------------------------------- | ------------- | -------------- | ----------------------- | ------ |
| jazda indywidualna na czas (11 września) | Lotte Kopecky | Ellen van Dijk | Christina Schweinberger | [ 7 ]  |
| wyścig ze startu wspólnego (14 września) | Lorena Wiebes | Elisa Balsamo  | Daria Pikulik           | [ 8 ]  |

#### U23
| Konkurencja                              | Złoto             | Srebro              | Brąz                | Źródło |
| ---------------------------------------- | ----------------- | ------------------- | ------------------- | ------ |
| jazda indywidualna na czas (11 września) | Anniina Ahtosalo  | Antonia Niedermaier | Marie Schreiber     | [ 9 ]  |
| wyścig ze startu wspólnego (13 września) | Sofie van Rooijen | Scarlett Souren     | Eleonora Gasparrini | [ 10 ] |

#### Juniorki
| Konkurencja                              | Złoto            | Srebro            | Brąz                | Źródło |
| ---------------------------------------- | ---------------- | ----------------- | ------------------- | ------ |
| jazda indywidualna na czas (11 września) | Paula Ostiz Taco | Fee Knaven        | Viktória Chladoňová | [ 11 ] |
| wyścig ze startu wspólnego (15 września) | Puck Langenbarg  | Messane Bräutigam | Stepanka Dubcová    | [ 12 ] |

### Konkurencje mieszane

#### Elita
| Wyścig                                | Złoto | Srebro                                                                                                  | Brąz | Źródło |
| ------------------------------------- | --- | --- | --- | ------ |
| jazda drużynowa na czas (12 września) | Włochy Edoardo Affini · Mattia Cattaneo · Mirco Maestri · Elena Cecchini · Vittoria Guazzini · Gaia Masetti | Niemcy Nils Politt · Jannik Steimle · Maximilian Walscheid · Lisa Klein · Franziska Koch · Mieke Kröger | Belgia Edward Theuns · Noah Vandenbranden · Victor Vercouillie · Alana Castrique · Marion Norbert-Riberolle · Jesse Vandenbulcke | [ 13 ] |

#### Juniorzy
| Wyścig                                | Złoto                                                                                                   | Srebro | Brąz | Źródło |
| ------------------------------------- | --- | --- | --- | ------ |
| jazda drużynowa na czas (12 września) | Holandia Michiel Mouris · Joeri Schaper · Gijs Schoonvelde · Jente Koops · Roos Müller · Sara Sonnemans | Niemcy Paul Fietzke · Ian Kings · Paul-Felix Petry · Messane Bräutigam · Magdalena Leis · Joelle Amelie Messemer | Norwegia Marius Innhaug Dahl · Andreas Flaatten · Felix Ørn-Kristoff · Kamilla Aasebø · Mia Gjertsen · Matilde Skjelde | [ 14 ] |

## Klasyfikacja medalowa
*   Gospodarz ( Belgia)
| Miejsce | Reprezentacja | Złoto | Srebro | Brąz | Razem |
| ------- | ------------- | ----- | ------ | ---- | ----- |
| 1       | Holandia      | 6     | 4      | 1    | 11    |
| 2       | Belgia*       | 3     | 1      | 1    | 5     |
| 3       | Włochy        | 2     | 1      | 2    | 5     |
| 4       | Hiszpania     | 1     | 1      | 0    | 2     |
| 5       | Norwegia      | 1     | 0      | 1    | 2     |
| 6       | Finlandia     | 1     | 0      | 0    | 1     |
| 7       | Niemcy        | 0     | 5      | 1    | 6     |
| 8       | Szwajcaria    | 0     | 1      | 0    | 1     |
| 8       | Szwecja       | 0     | 1      | 0    | 1     |
| 10      | Francja       | 0     | 0      | 2    | 2     |
| 11      | Estonia       | 0     | 0      | 1    | 1     |
| 11      | Czechy        | 0     | 0      | 1    | 1     |
| 11      | Austria       | 0     | 0      | 1    | 1     |
| 11      | Luksemburg    | 0     | 0      | 1    | 1     |
| 11      | Słowacja      | 0     | 0      | 1    | 1     |
| 11      | Polska        | 0     | 0      | 1    | 1     |
| Razem   | Razem         | 14    | 14     | 14   | 42    |